# ابوالحسن (نقاش)

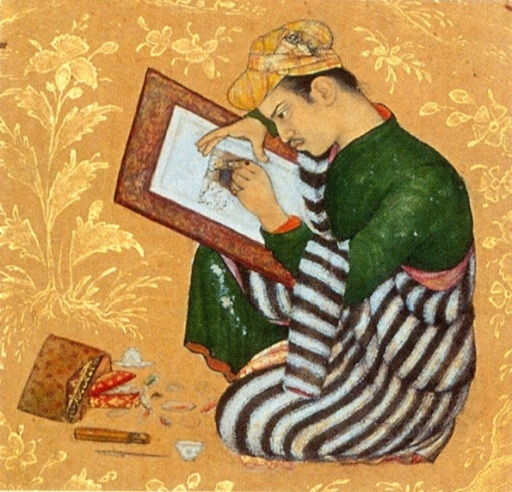
پرتره ابوالحسن اثر دولت از مرقع گلشن (ح. ۱۶۱۰)

ابوالحسن ملقب به نادر الزمان (۱۵۸۹ – حدود ۱۶۳۰) نقاشی اهل دهلی هند بود که در سبک مینیاتور دوران گورکانیان فعالیت می‌کرد و دوران شکوفایی کارهایش در عصر جهانگیرشاه بود.

## زندگی
ابوالحسن فرزند آقا رضا جهانگیری و اصالتاً اهل هرات در ایران صفوی بود؛ هراتی که دارای سبک خاصی از نگارگری ایرانی بود.آقا رضا به عنوان یک هنرمند شناخته شده و قبل از به سلطنت رسیدن جهانگیر شاه (حدود ۱۶۰۵–۱۶۲۷) کار برای او را آغاز کرد. هنگامی که ابوالحسن شروع به تولید هنر کرد، جهانگیر، مهارت‌های پسر را درک کرد. در سال ۱۵۹۹، ابوالحسن به همراه جهانگیر به دربار تازه تأسیس او در الله‌آباد نقل مکان کرد.
شاهنشاه ابوالحسن را مخصوصاً تحت نظر خود گرفت. دلیل این امر آنست که اگرچه آثار هنری ابوالحسن از بسیاری جهات شبیه پدرش بود، اما با تأثیرات نقاشی هلندی و انگلیسی، کیفیت آن بالاتر از استادان قدیمی این رشته قلمداد می‌شد. جهانگیر دربارهٔ ابوالحسن گفت که هیچ‌کس برابر او نیست و برای کارهایی که در خاطرات شاه هم ثبت شده، امپراتور عنوان نادر الزمان را در سال ۱۶۱۸ به ابوالحسن اعطا کرد.
وظیفهٔ اصلی ابوالحسن مستندسازی وقایع دربار شاهنشاهی بود که منجر به رسم بسیاری از پرتره‌ها می‌شد. پرترهها نشانه بارز حکومت جهانگیر بودند. بسیاری از نقاشی‌های ابوالحسن باقی نمانده‌است، اما آن‌هایی که او را به عنوان هنرمند معرفی می‌کنند نشان می‌دهد که وی همچنین در زمینه‌های مختلفی کار کرده‌است، از جمله برخی از صحنه‌های روزمره و نقاشی‌های سیاسی که امپراتور و امپراطوری مغولی گورکانیان را به صورت مثبت و در هاله‌ای از نور نشان می‌دهد. نقاشی هنرمندان دیگر علاوه بر طرح نقاش اصلی توسط ابوالحسن نیز دستکاری شده (یکی از این نمونه‌ها رقص دراویش است).
شغل ابوالحسن با تحولات در سبک نقاشی‌های گورکانی همسو بود. با این حال، هنگامی که سلطنت جهانگیر به پایان رسید و شاه جهان حکومت خود را آغاز کرد، فعالیت ابوالحسن کمتر شد و از آن زمان تا سال ۱۶۲۸، هیچ مدرکی وجود ندارد که او اثر دیگری کشیده باشد.

## نگارخانه

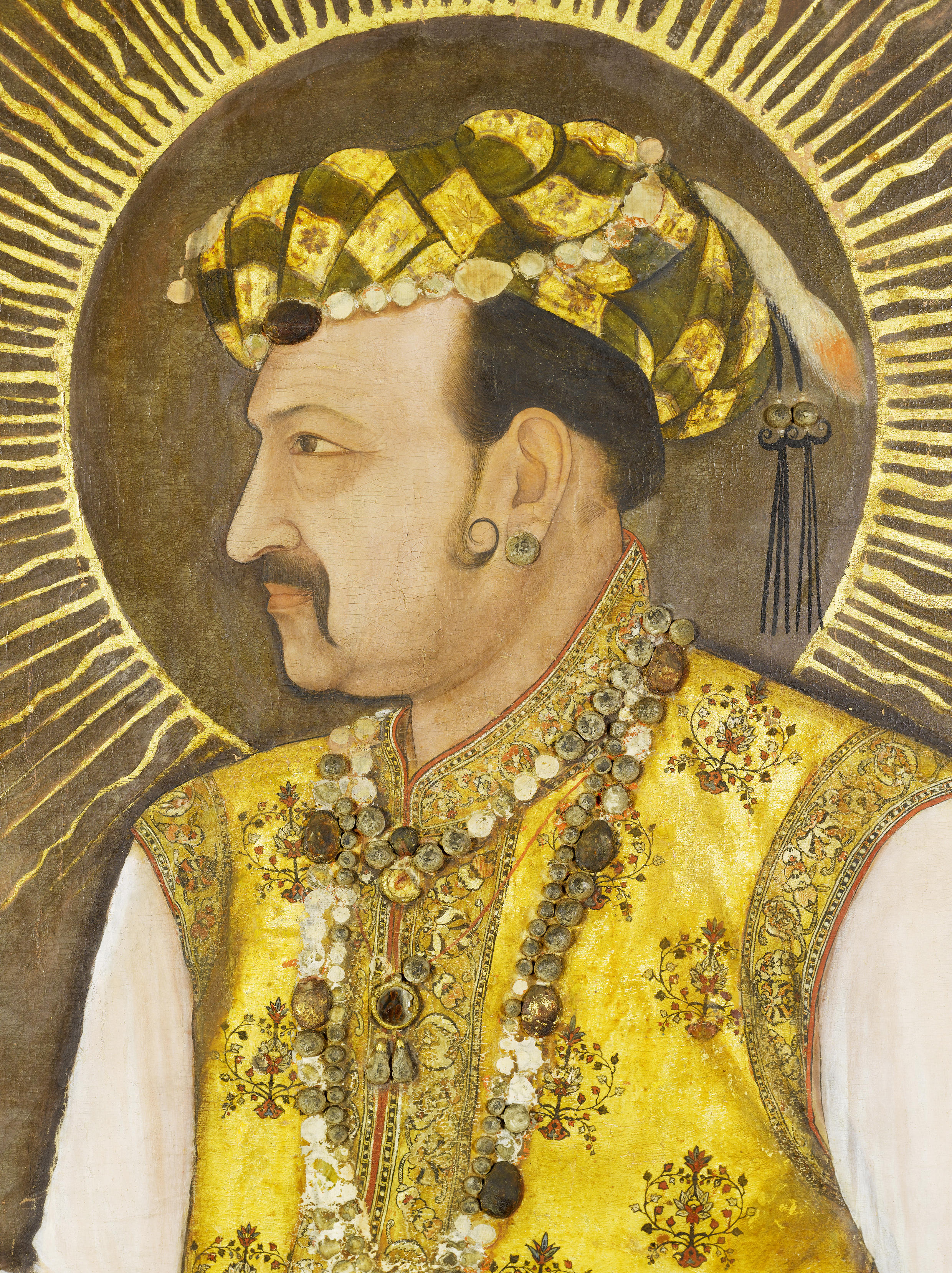
پرتره جهانگیر (جزئیات) اثر ابوالحسن ، ۱۶۱۷
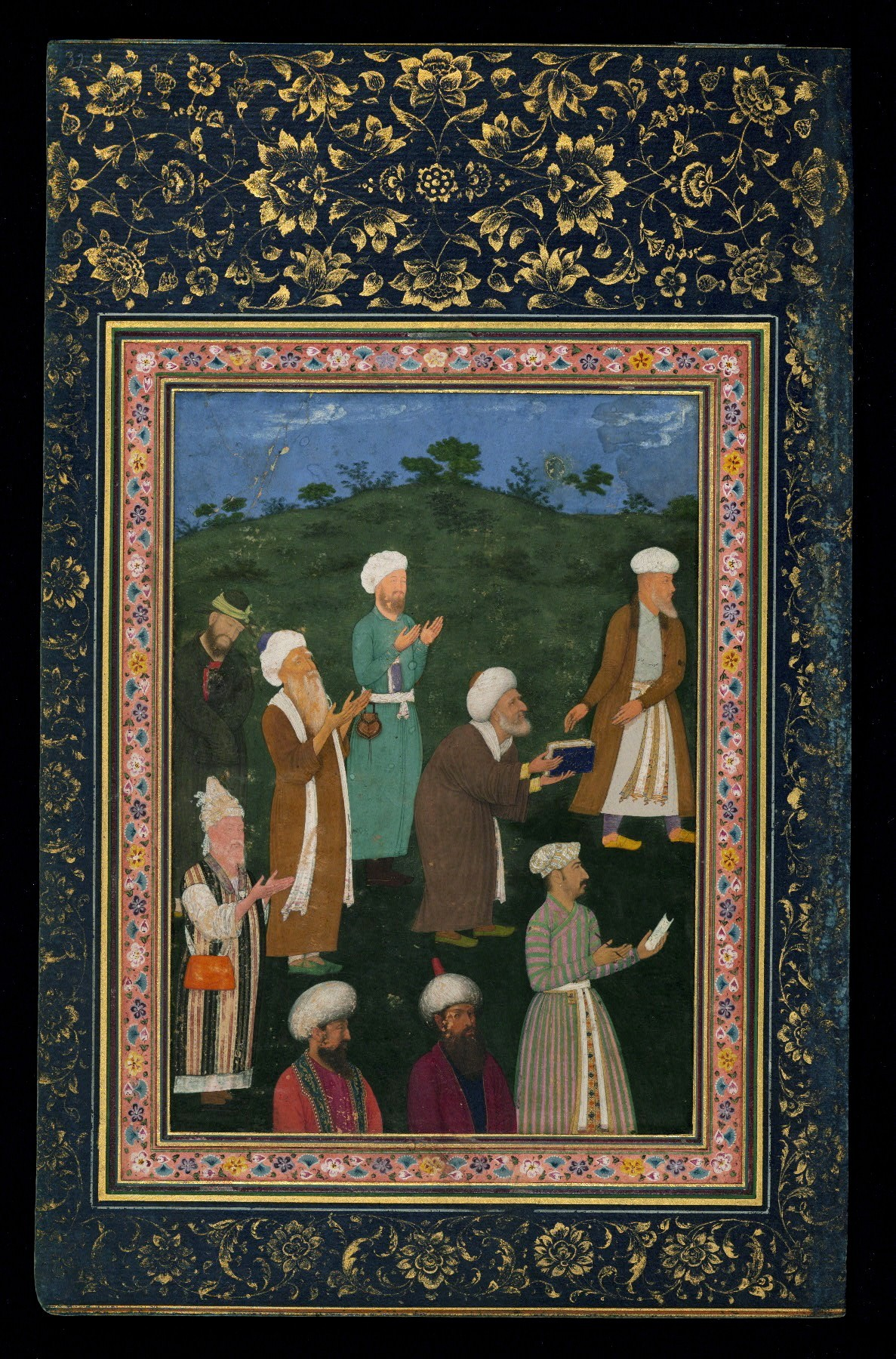
کتاب اشعار سعدی، ۱۶۱۵ ، موزه هنر والترز
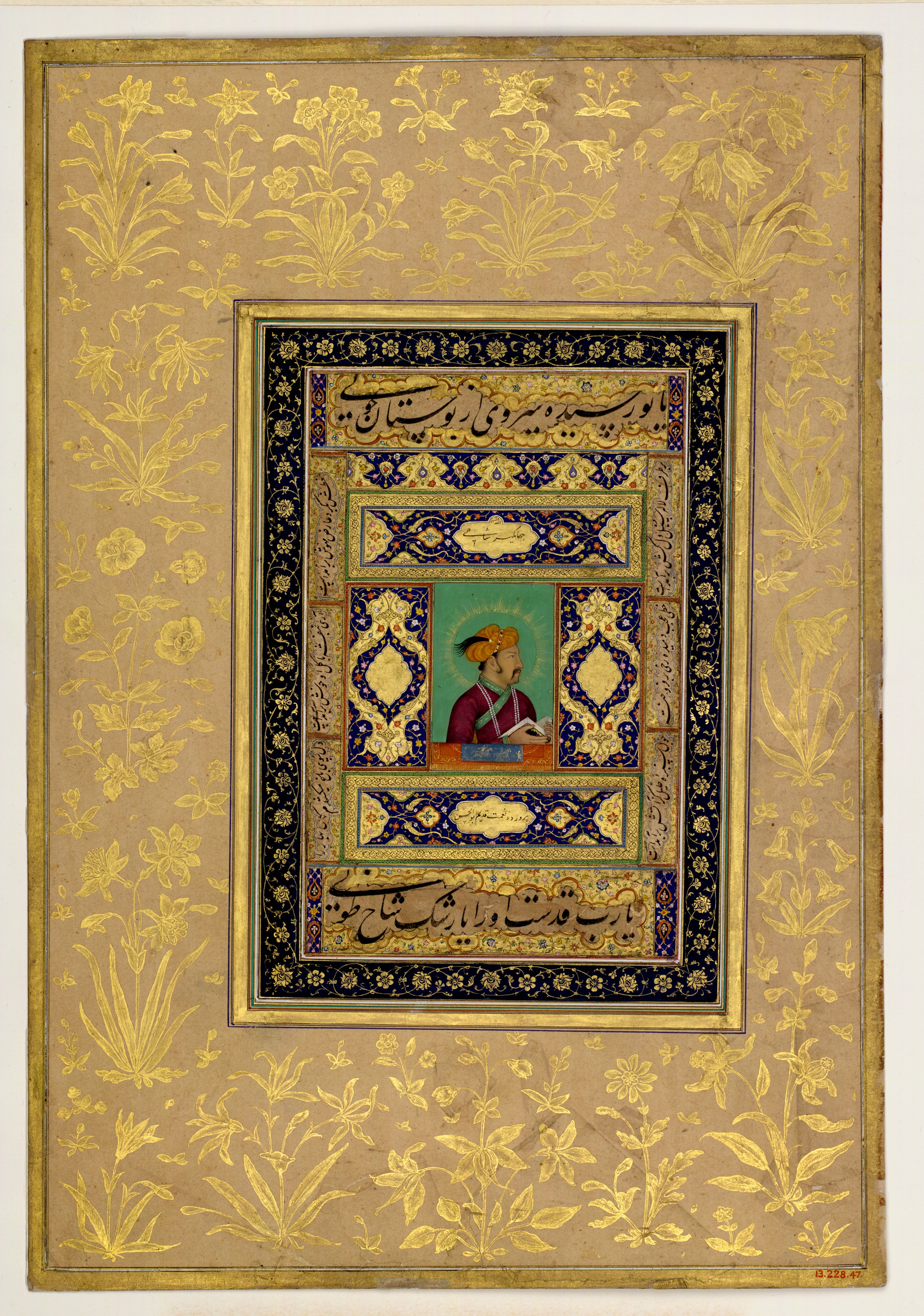
پرتره جهانگیر ، ۲۰-۲۰۱۶۱۵ ، موزه هنر متروپولیتن
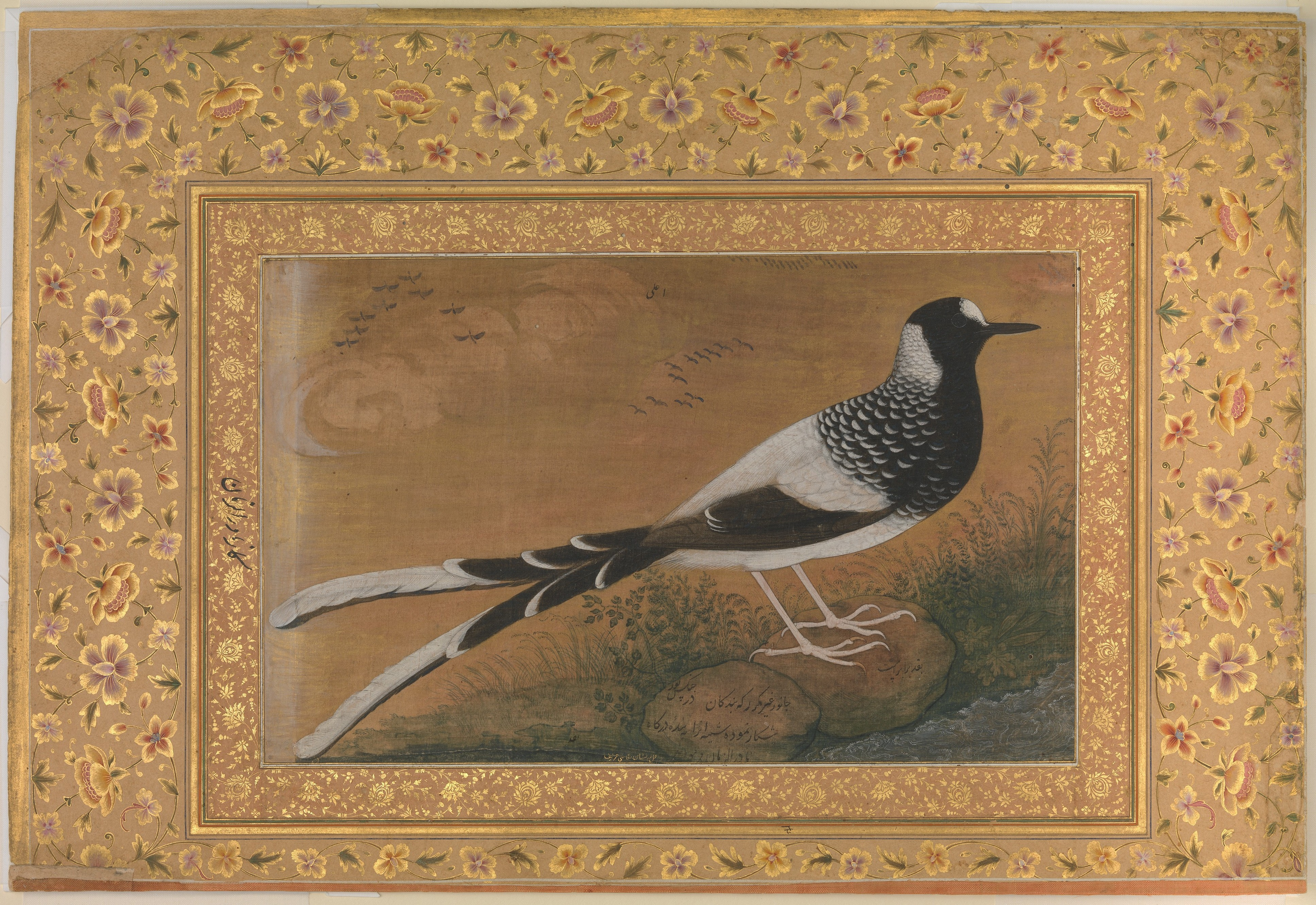
پرنده خال‌خالی از آلبوم شاه جهان ، پ. ۱۶۱۰–۱۵ ، موزه متروپولیتن
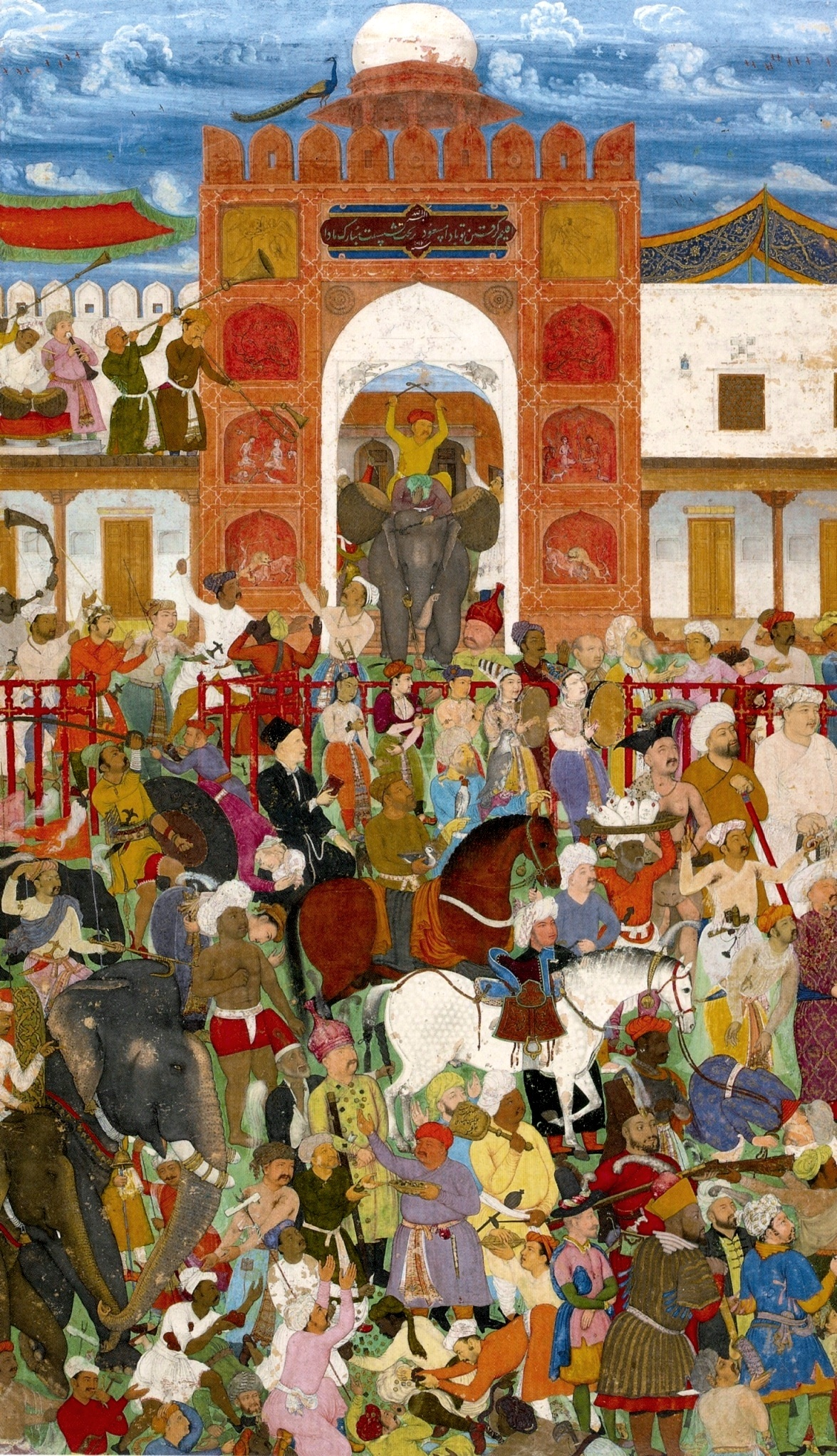
جشن‌ها در قصر جهانگیر. جهانگیرنما. آلبوم سن پترزبورگ ، c. 1615–18 ، موسسه نسخه‌های خطی شرقی آکادمی علوم روسیه
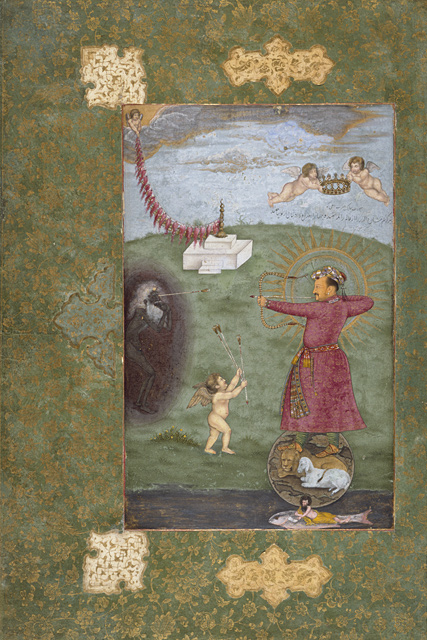
امپراتور جهانگیر پیروز از فقر ، منتسب به ابوالحسن ، حدود. ۱۶۲۰-۱۶۲۵. آبرنگ ، طلا و جوهر مات در صفحه ، 23.81 15 15.24 سانتی متر.
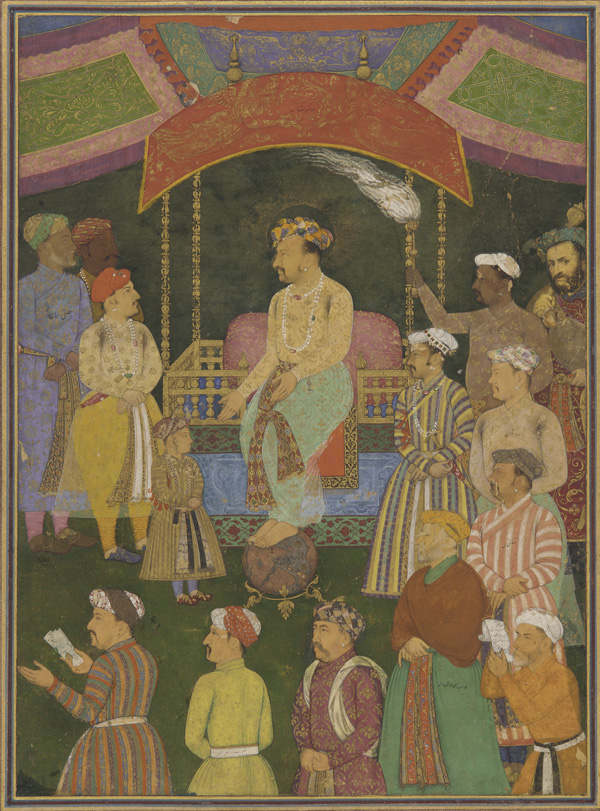
صحنه اطرافیان جهانگیر. نقاشی شده توسط ابوالحسن ، حدود ۱۶۱۵. رنگ آب مات ، طلا و جوهر روی کاغذ ، 16.9 12. 12.3 سانتی متر. گالری هنری آزادتر ، موسسه اسمیتسونیان ، واشینگتن دی سی ، خرید F1946.28.
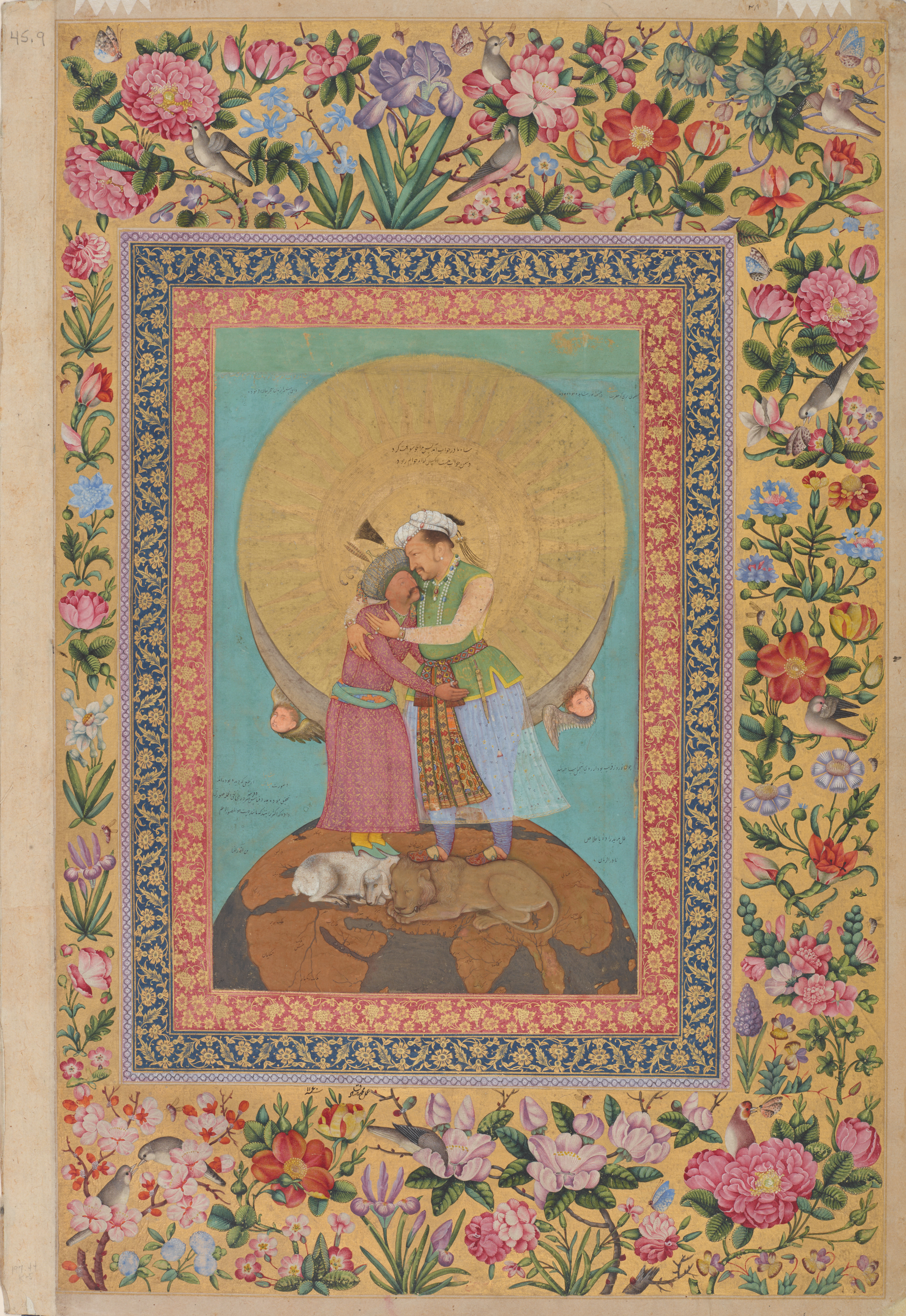
تمثیل خیالی از دیدار امپراتور جهانگیر و شاه صفوی بر پهنه کره جغرافی، آلبوم سن پترزبورگ
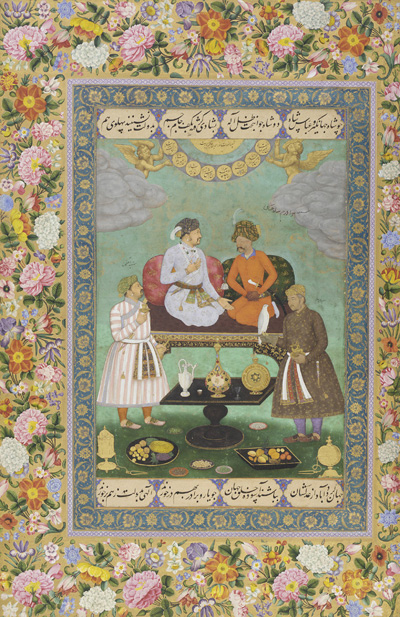
ابوالحسن ، جهانگیر در دیدار شاه عباس ، ج. ۱۶۲۰. واشینگتن دی سی: گالری‌های آزادتر و ساکلر.
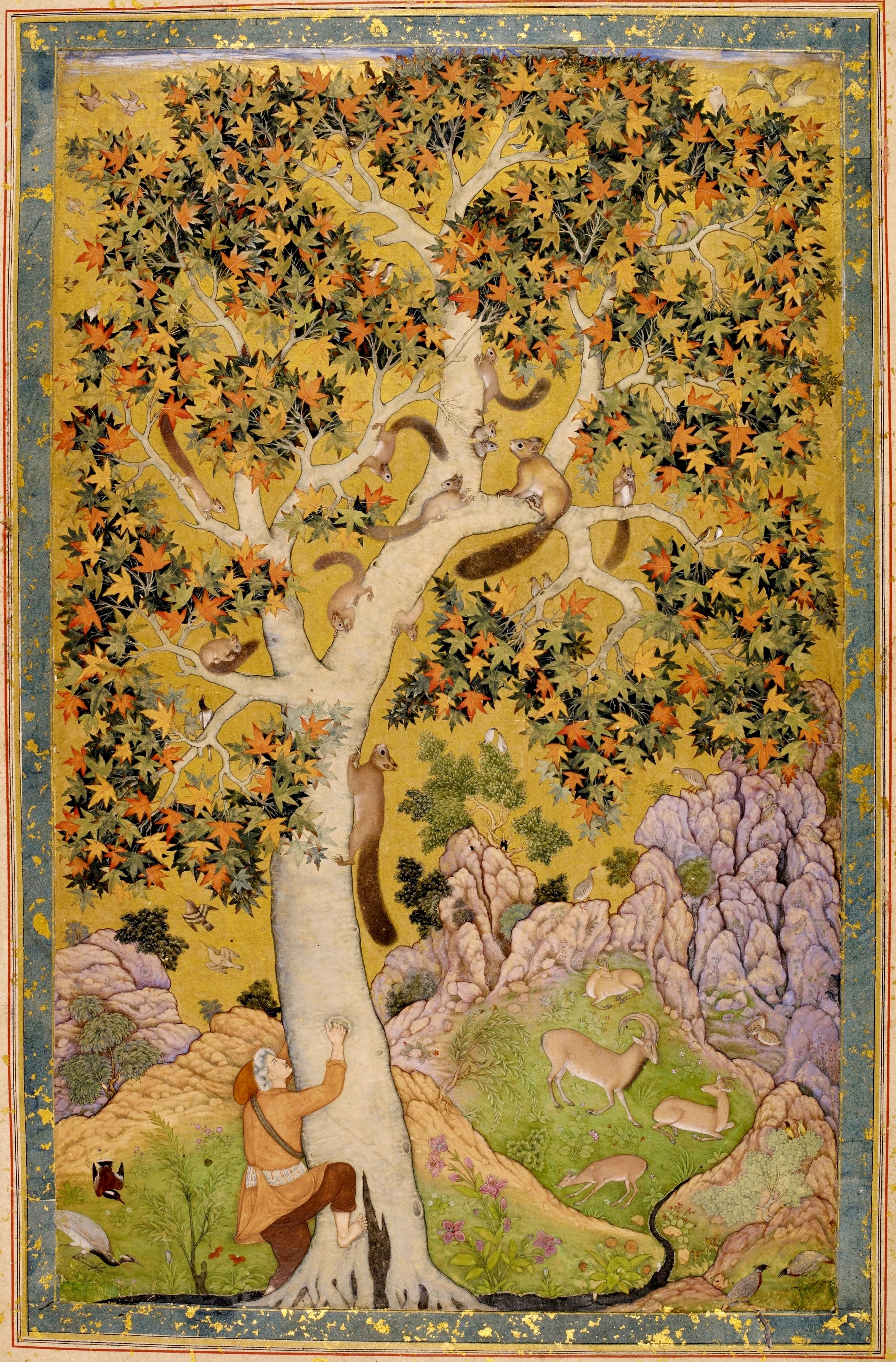
سنجاب‌ها در یک درخت چنار ، حدود ۱۶۱۰ ، هند دفتر کتابخانه و سوابق ، لندن
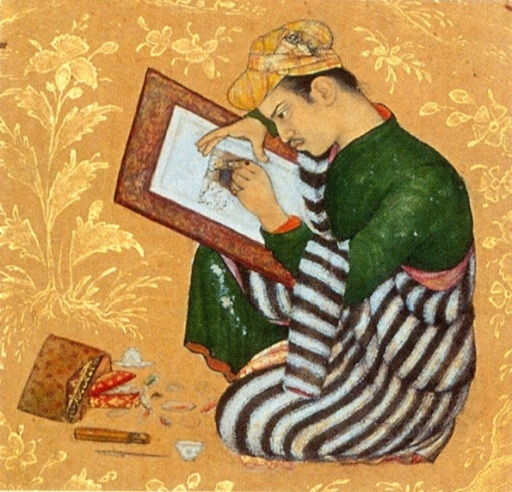
پرتره ابوالحسن. از مرقع گلشن ، حدود ۱۶۱۰ ، کتابخانه کاخ گلستان ، تهران
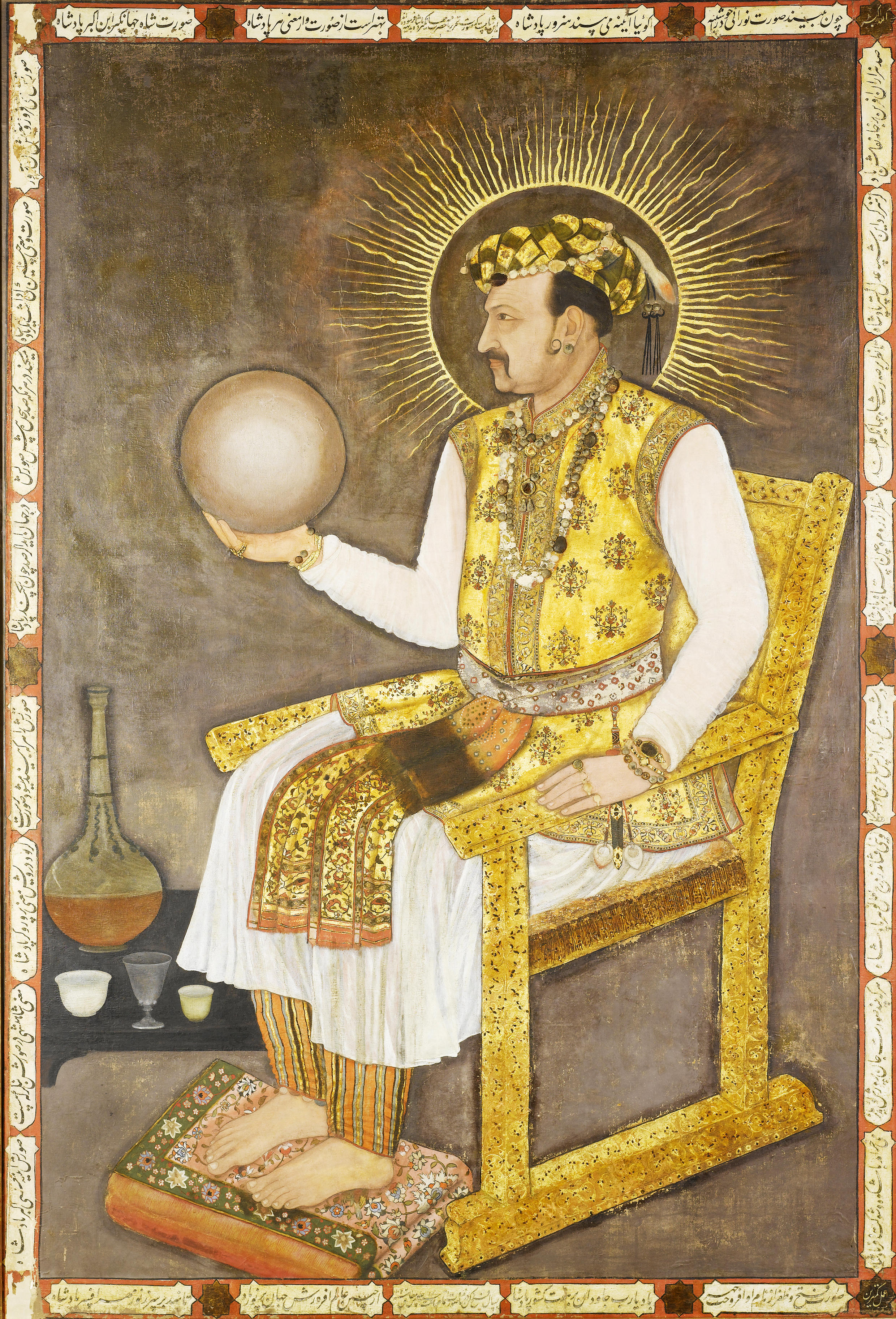
جهانگیر امپراتور مغول با هاله طلای درخشان ، با کره‌ای در دست (حدود ۱۶۱۷) بزرگترین پرتره شناخته شده مغول که امپراتور جهانگیر را به تصویر می‌کشد. نادر الزمان یا ابوالحسن ، نقاشی را در ماندو انجام داد
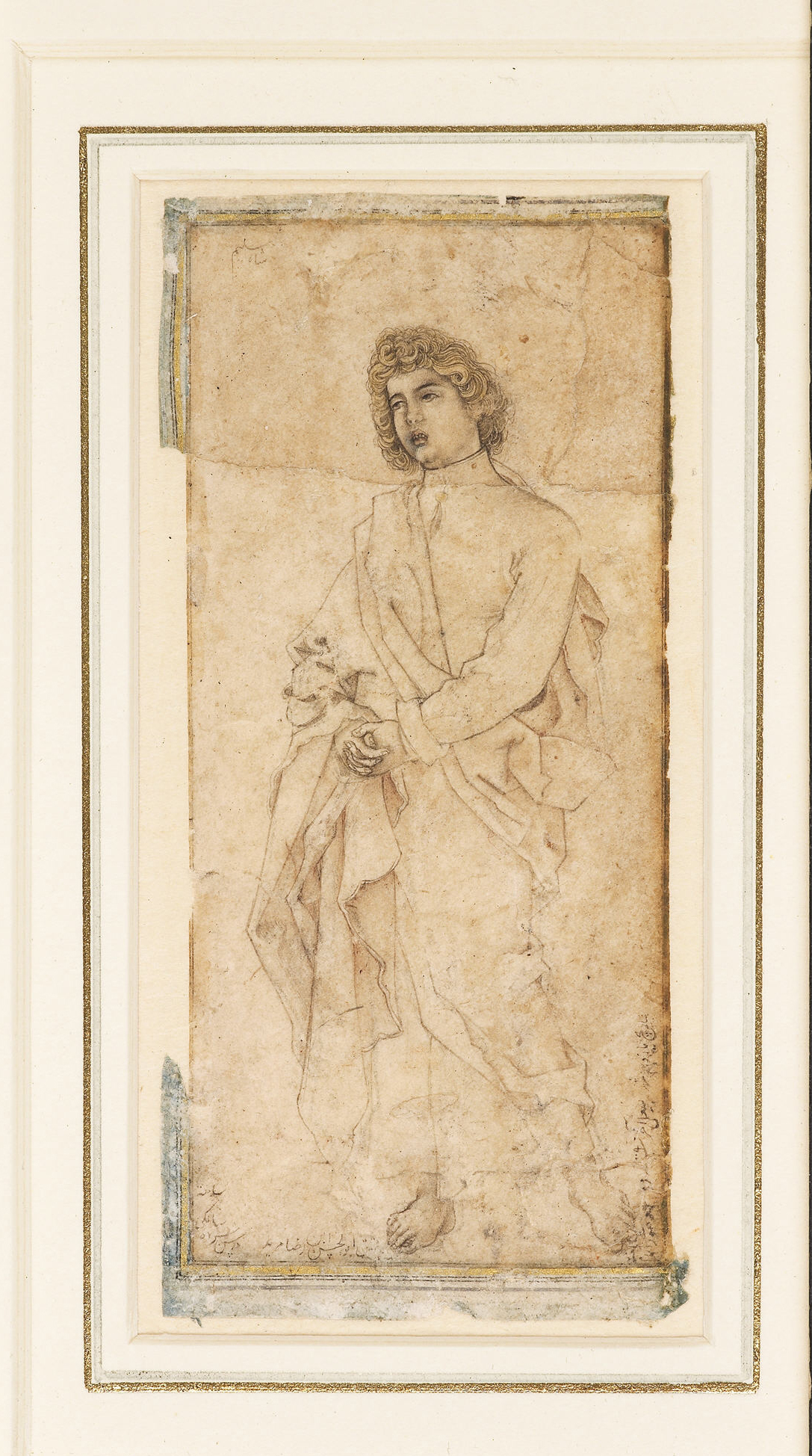
ابوالحسن. تمرین از روی سنت یوحان اوانجلیست اقتباسی از حکاکی مسیحیان دورور در سال ۱۵۱۱. تاریخ ۱۶۰۰-۱۶۰۱ ، موزه آشمولین، آکسفورد
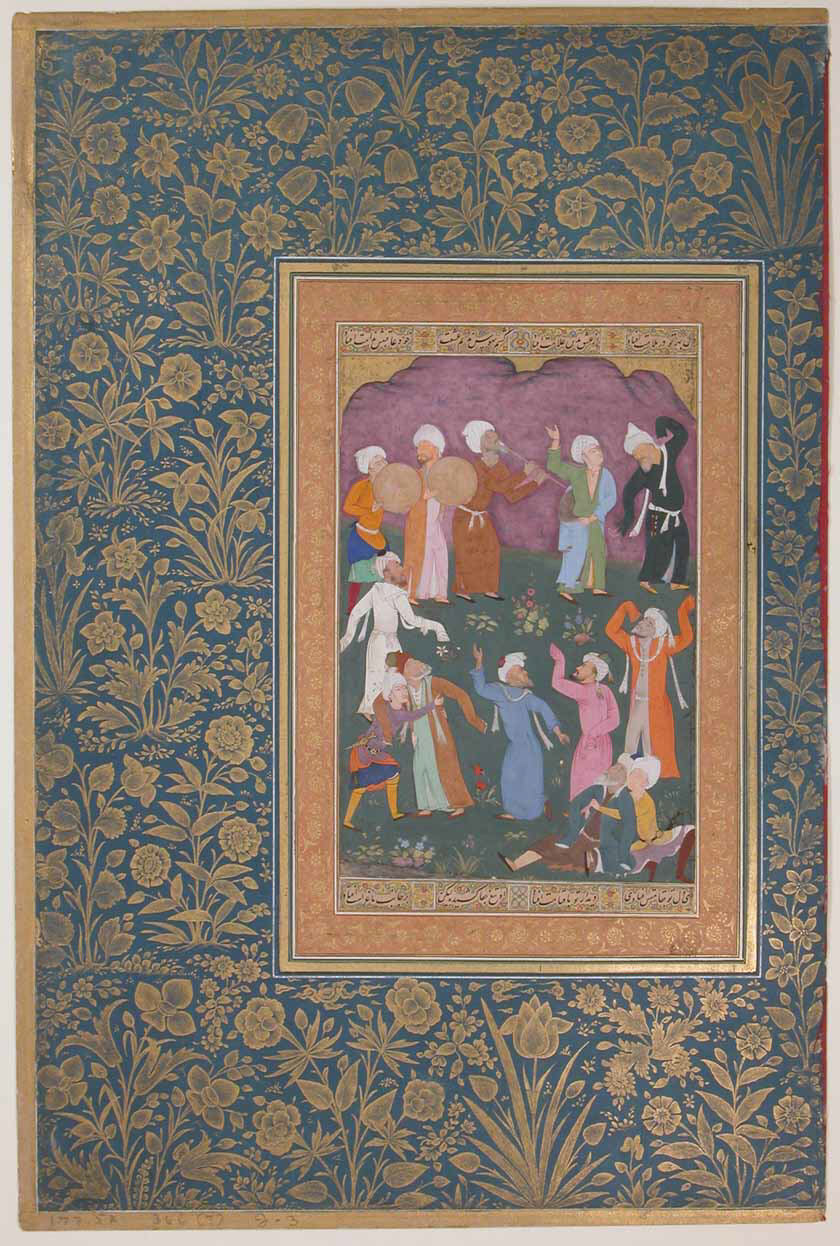
"رقص دراویش" ، آلبوم شاه جهان: حدود ۱۶۱۰؛ ورسو: حدود ۱۵۳۰–۵۰